# Orquestra Sinfônica Evergreen

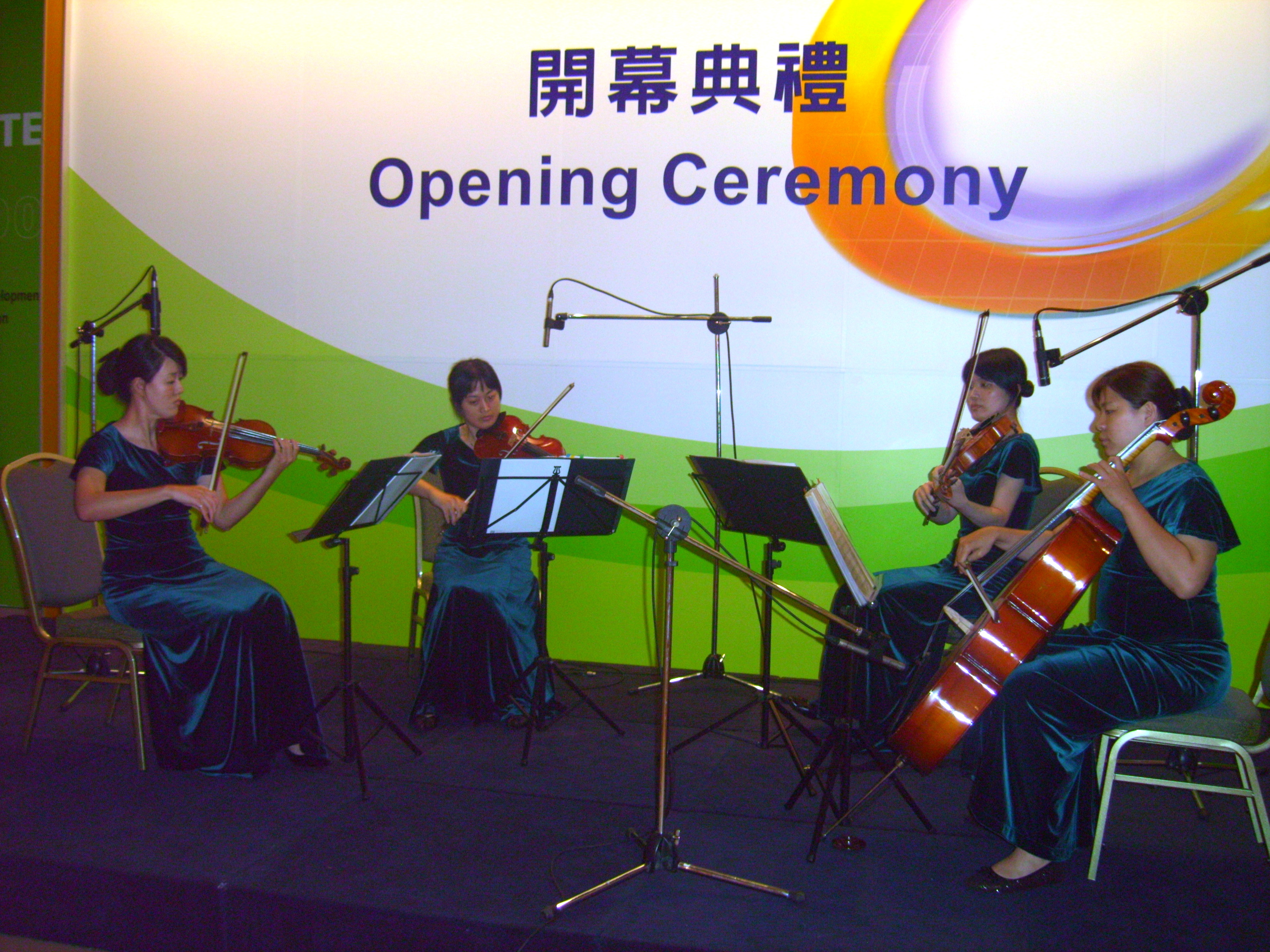
Orquestra Sinfônica Evergreen performa músicas tradicionais taiwanesas.

A Orquestra Sinfônica Evergreen é uma orquestra de Taiwan fundada em 2001.

## História
Em abril de 2001, a Fundação Chang Yung-Fa convidou um número de músicos para ajudar a formar uma orquestra com vinte pessoas (que acabou se expandindo para setenta). O renomado violinista e maestro Lim Kek-Tjiang foi convidado para ser o primeiro diretor musical e maestro chefe da orquestra. A diretora musical da Orquestra Sinfônica Akron, Wang Ya-hui, de trinta e seis anos, acabou tornando-se a cabeça chefe da orquestra.

## Diretores musicais
- Lim Kek-tjiang, 2002-2004
- Wang Ya-hui, 2004-2006
- Gernot Schmalfuss, 2007-presente